# Liste der Bischöfe von Nantes
Die folgenden Personen waren Bischöfe des französischen Bistums Nantes:
- um 280: Heiliger Clarus
- um 310–330: Ennius
- um 330: Heiliger Similianus
- um 374: Eumelius oder Emmetius
- um 383: Martius
- Ende 4. Jh.: Arisius
- Desideratus, † um 444
- um 446: Léo
- Eusebius, † 461
- 462–† um 472: Nonnechius
- Cariundus, † um 475
- Certunius
- Clematius, † um 502
- 511: Epiphanius
- um 533–† 541: Eumerius (Eumelius, Emner., Evemerus)
- 550–† 8. Juni 582: Heiliger Felix I.
- Nunnechius II., † 596.
- 610–614: Eufronius
- um 614–626: Leobardus
- um 630: Heiliger Pascharius
- um 637: Taurinus
- um 640: Haïco (Naico)
- um 650: Salapius
- um 703: Agatheus (Elekt)
- Amelo (Amitho, Amno, Anno)
- um 725: Aemilianus
- 732: Salvius
- 756–757: Deotmarus
- um 776–† um 800: Odilhardus
- um 800: Alanus (Almanus)
- um 820–† 833: Atto
- 834–† 835: Drutcarius
- 835–24. Juni 843: hl. Gohard von Nantes
- 843–846: Actardus
- 851: Gislardus
- 853–871: Actardus (erneut)
- 872–886: Ermengar
- 886–† 5. Februar 896: Landrannus
- 900–† 906: Fulcherius (Fulchricus)
- um 906: Isajas
- 907: Adalhardus
- Hoctronnus (Administrator)
- 950–958: Hesdrennnus
- um 960–† um 980: Gualtherus
- Guérech (Quiriacus I, † 988), nicht geweiht, Graf von Nantes und Herzog von Bretagne
- 987: Judicaël
- 990: Hugo
- 992–† um 1005: Hervisus (Hervaeus)
- 1005–† 15. Oktober 1041: Gualtherus II.
- 1047–3. Oktober 1049: Budicus († 1050)
- 1049–1052: Airardus
- 1052–† 31. Juli 1079: Quiriacus II. oder Guérec
- 1079–1111: Benedictus († 1115)
- 1112: Robert I.[Anm. 1]
- 1112–† 29. Oktober 1140: Briccius
- 1142–† 1147: Itherius
- 1147–† 29. Dezember 1169: Bernardus O. Cist.
- 25. Dezember 1170–† 15. Januar 1185: Robert (II.)
- Artur (Amitto) ?
- 1185–1197: Mauritiuse de Blason (auch Bischof von Poitiers), † 29. November 1198
- 1199–† 1208: Geoffridus (bis 1212 ?)
- Gautier III., † 1212 ?[Anm. 1]
- 1213–† 8. Februar 1227: Etienne de la Bruyère
- 1227: Clément II. († 8. September 1227)
- 1228–† 4. Februar 1235: Henri I.
- 1236–1240: Robert III.
- 1240–† 21. September 1263: Galeran
- 1264–† 7. Februar 1267: Jacques I.
- 1267–† Oktober 1277: Guillaume I. de Vern
- 1278–† 11. Mai 1291: Durand
- 1292–† 1297: Henri II. de Calestrie
- 1299–1304: Henri III.
- Ende September 1304–† 14. Februar 1337: Daniel Vigier
- 17. Juli 1338: Barnabé
- 1339–† 24. August (1353 ?): Olivier Salahadin
- 20. Dezember 1354–† 23. Februar 1366: Robert IV. Paynel
- 16. März 1366–1384: Simon de Langres
- 4. April 1384–† 13. September 1391: Jean I. de Montrelais (auch Bischof von Vannes)
- 4. September 1392–† 8. August (1397 ?): Bonabius de Rochefort
- 1397–† 1404: Bernard II. du Peyron
- 1404–† 17. April 1419: Henri IV. le Barbu (auch Bischof von Vannes)
- 24. August 1419–† 14. September 1443: Jean II. de Châteaugiron (auch Bischof von Saint-Brieuc)
- 1443–1461: Guillaume II. de Malestroit
- 19. März 1462–† 23. Februar 1477: Amauri d’Acigné
- 1477: Jacques II. d’Elbiest
- 1477–† 12. November 1487: Pierre I. du Chaffault
- 1. Oktober (1489 ?)–† August 1493: Robert V. d’Espinay
- 1495–† 25. September 1500: Jean III. d’Espinay
- 1500–1506: Guillaume III. Guégen
- 1507–1511: Robert (VI.) Kardinal Guibé (auch Bischof von Rennes)
- 1511–1532: François Hamon
- 1532–1542: Louis I. d’Acigné
- 1542–1550: Jean Kardinal de Lorraine
- 1550–1554: Charles (I.) Kardinal de Bourbon
- 1554–1562: Antoine I. de Créquy (dann Bischof von Amiens und Kardinal)
- 1562–1566: Antoine II. de Créquy
- 1566–1594: Philippe I. du Bec (später Erzbischof von Reims)
- 1596: Jean V. Dubec-Crespin
- 1596–1617: Charles II. de Bourgdneuf de Cucé (auch Bischof von Saint-Malo)
- 1621–1622: Henri V. de Bourgneuf d’Orgères
- 1622–1636: Philippe II. Cospéau (auch Bischof von Lisiex)
- 1636–1667: Gabriel de Beauvau (Haus Beauvau)
- 1668–1677: Gilles de La Baume Le Blanc de La Vallière
- 1677–1717: Jean-François I. de Beauvau du Rivau (Haus Beauvau)
- 1717–1723: Louis II. de La Vergne de Tressan (auch Erzbischof von Rouen)
- 1723–1746: Christophe-Louis Turpin de Crissé de Sanzay (auch Bischof von Rennes)
- 1746–1775: Pierre II. Mauclerc de La Mousanchère
- 1775–1783: Jean-Augustin Frétat de Sarra
- 1784–1801: Charles-Eutrope de La Laurencie
- 1802–1813: Jean-Baptiste Duvoisin
- 1817–1822: Louis-Jules-François-Joseph d’Andigné de Mayneuf
- 1822–1838: Joseph-Michel-Jean-Baptiste-Paul-Augustin Micolon de Guérines
- 1838–1848: Jean-François II. de Hercé
- 1848–1869: Antoine-Matthias-Alexandre Jacquemet
- 1870–1877: Félix II. Fournier
- 1877–1892: Jules-François Lecoq
- 1893–1895: Auguste-Léopold Laroche
- 1896–1914: Pierre-Emile Rouard
- 1914–1935: Eugène-Louis-Marie Le Fer de la Motte
- 1936–1966: Jean-Joseph-Léonce Villepelet
- 1966–1982: Michel-Louis Vial
- 1982–1996: Émile Marcus PSS
- 1996–2009: Georges Pierre Soubrier PSS
- 2009–2019: Jean-Paul James
- seit 2020: Laurent Percerou